# Сфагнум плосколистий
Сфагнум плосколистий (Sphagnum platyphyllum) — вид мохів порядку торфовикальних (Sphagnales).

## Поширення
Батьківщиною є Європа, Північна Америка, Азія.
Цей вид росте занурено чи близько до поверхні води у вологих, мезотрофних або злегка евтрофних болотах, осоково-сфагнових болотах, у вологих місцях, де переважає осока, бавовниково-осокових тундрах, заболочених лісах або багатих мінералами сезонно затоплюваних місцях, таких як береги струмків, басейни, річки й озера. Цей вид здатний переносити дещо вапняні умови. Росте на висотах 0–2200 метрів.